# لونغبوت كي
لونغبوت كي (بالإنجليزية: Longboat Key)‏ هي مدينة أمريكية تقع في ولاية فلوريدا. تبلغ مساحة هذه المدينة 44.2 (كم²)،ويبلغ عدد سكانها 7603 نسمة حسب إحصاء سنة 2010 م 7603.تشير إحصاءات سنة 2000م بأن الكثافة السكانية في هذه المدينة تقدر بـ(172) نسمة/كم2 